# POIS
POIS (від англ. postorgasmic illness syndrome) — синдром посторгазмічного нездужання або синдром посторгазмічної хворобливості. Це рідкісне захворювання, яке характеризується поганим самопочуттям незабаром після оргазму (після сексу, мастурбації, полюції) у чоловіків, і, як правило, триває від 4 до 7 днів. POIS вперше був описаний у 2002 році.

## Симптоми
POIS супроводжується широким спектром симптомів, які можуть відрізнятися в кожному конкретному випадку. Тривалість їх виявлення значно варіює: від декількох хвилин, до годин або днів після еякуляції. Симптоми можуть бути як генералізовані, так і проявлятись окремою групою, «кластером», у конкретній ділянці тіла.
Виділяють 7 кластерів симптомів:
- Кластер 1 (загальні): крайня втома, підвищена ЧСС, проблеми з пошуком слів, дизартрія, труднощі з концентрацією, роздратування, чутливість до шумів, фотофобія, депресивний настрій.
- Кластер 2 (грипоподібні): гарячка, посилене потовиділення, тремор, озноб.
- Кластер 3 (голова): головний біль, запамороченні, важкість в голові
- Кластер 4 (очі): печіння, почервоніння, затьмареність зору, свербіж, водянисті виділення з очей.
- Кластер 5 (ніс): закладеність носа, нежить, чхання.
- Кластер 6 (горло): неприємний присмак у роті, сухість ротової порожнини, біль у горлі, сухий подразливий кашель, хрипкий голос
- Кластер 7 (м'язи): напруга м'язів спини або шиї, біль у м'язах та слабкість, важкість у ногах, м'язова ригідність.

## Класифікація
- Первинний — пацієнти демонструють ознаки POIS з моменту першої еякуляції в юнацькому віці, 49 % випадків;
- Вторинний — проявляється у дорослому віці, 51 % випадків.[3][4]

## Патофізіологія
У зв'язку з рідкістю цієї патології, немає чітко встановленої причини POIS і чітких підходів до його лікування. Були висунуті гіпотези про можливі імунологічні, нейроендокринні та інші причини.

### Імунологічна гіпотеза
Дана гіпотеза визначає POIS як автоімунне захворювання. Це підтверджується результатами алергологічної проби — прик-тесту. Пацієнтам субкунтанно вводили розведену у концентрації 1:40000 аутогенну сперму, результат порівнювали з контролем — ін'єкцією фізіологічного розчину. З 33 чоловіків, що пройшли тестування, 88 % мали позитивну прик-реакцію на власну сперму. Припускають, що дана алергічна реакція є комбінацією I і IV типів гіперчутливості, опосередкованих активацією IgE та Т — лімфоцитів. Оскільки місцева реакція шкіри в ділянці геніталій після еякуляції відсутня, був зроблений висновок, що POIS може включати гіперактивну імунну відповідь епітелію слизової оболонки сечівника до компонентів сім'яної рідини. Антигени сім'яної рідини контактують з дендритними клітинами слизового епітелію уретри. Клітини активуються, мігрують до паракортикальних ділянок лімфатичних вузлів, де презентують антиген наївним Т-лімфоцитам. В результаті, відбувається ініціація процесів клітинної імунної відповіді. Результати інших досліджень свідчать про те, що IgE-опосередкований механізм найменш імовірний у патогенезі POIS. Про це свідчать негативні результати шкірної проби на аутологічну сперму, а також неефективність лікування антигістамінними препаратами.

### Нейроендокринна гіпотеза
Однією з причин виникнення POIS можуть бути розлади ендогенної системи μ-опіатних рецепторів. Опіоїди залучені у процесах регуляції статевої поведінки, а саме, безпосередньо впливають на її позитивну емоційну складову. Найбільше ендогенних опіоїдів виділяється під час оргазму. Порушення в системі μ-опіатних рецепторів можуть викликати у пацієнтів з POIS посторгазмічні симптоми, подібні до симптомів синдрому відміни.

### Інші гіпотези
Виникнення симптомів пов'язують з психосоматичними розладами, гормональними порушеннями, наприклад, гіпотиреозом, гіперглікемією, зниженням рівня кортизолу, дегідраепіандрастерону, тестостерону та збільшенням рівня пролактину. Є припущення, що POIS викликають порушення нейромедіаторних систем мозку.

## Діагностика
Первинні діагностичні критерії POIS:
1. Загальні симптоми: грипоподібний стан, втома або виснаження, гарячка, рясне потовиділення, порушення настрою та дратівливость, труднощі з запам'ятовуванням і концентрацією, дизартрія, закладеність носа або нежить, свербіж очей.
2. Всі симптоми виникають негайно (секунди), незабаром (хвилини) або протягом декількох годин після еякуляції ініційованою статевим актом та/або мастурбацією та/або спонтанно (наприклад, під час сну).
3. Симптоми виникають завжди або майже завжди (тобто > 90 % випадків еякуляції)
4. Більшість симптомів тривають від 2 до 7 днів.
5. Симптоми зникають спонтанно.[2]

### POIS у жінок
У 2016 році був зареєстрований перший випадок виникнення симптомів синдрому у жінки. Є припущення, що антиген, який викликає симптоми POIS, може синтезуватись тканиною простатичного типу у жінок, яка представлена парауретральними залозами і локалізована на передній стінці вагіни.

## Лікування
На сьогодні, стандартизованих методів лікування POIS не існує. Пацієнти зазвичай уникають сексуальної активності, або планують її заздалегідь. Для полегшення симптомів використовують селективні інгібитори зворотнього захоплення серотоніну, антигістамінні препарати, бензодіазепіни. Успішною виявилась гіпосенсибілізаційна терапія, в результаті якої вдалось поліпшити симптоми на 60 — 90 % у двох пацієнтів. Однак, ефективність лікування залишається непідтвердженою, оскільки не було проведено рандомізованих клінічних випробувань. Неоднозначні результати продемонструвала лікувальна терапія нестероїдними протизапальними препаратами. Пацієнт, який приймав диклофенак, повідомив про загальне покращення хворобливого стану, що дозволило йому збільшити частоту статевих актів з 2 до 4 разів на місяць. Проте, застосування цієї терапії не виявилось успішним для інших пацієнтів.